# Bletchingdon
Bletchingdon is een civil parish in het bestuurlijke gebied Cherwell, in het Engelse graafschap Oxfordshire met 910 inwoners.